# Theater van Lille Grønnegade
Het Theater van Lille Grønnegade (Deens: Lille Grønnegadeteatret) was een theater in de Deense hoofdstad Kopenhagen. Het was van 1722 tot en met 1728 toegankelijk en had een capaciteit van ongeveer 500 man/vrouw. Het lag aan wat nu de Ny Adelgade heet. Alhoewel het maar voor korte tijd geopend was, was het van grote invloed op de ontwikkeling van de cultuur in Denemarken. Voor de totstandkoming van het theater speelde men voornamelijk toneelstukken van Duitse en Franse origine. In het theater werden voornamelijk stukken gespeeld in de landstaal. Enkele stukken van Ludvig Holberg gingen hier in première waaronder Barselstuen. Het theater ging in 1728 geheel verloren tijdens een driedaagse brand in Kopenhagen.